# C'est Canteloup
C'est Canteloup (de son ancien nom Après le 20 h C'est Canteloup) est une émission de télévision française à caractère humoristique et satirique.
Diffusée depuis le 10 octobre 2011 sur TF1, elle est présentée par l'imitateur Nicolas Canteloup et Nikos Aliagas (jusqu'en juin 2018), Alessandra Sublet (de septembre 2018 à mai 2022) puis Hélène Mannarino (depuis septembre 2022).

## Concept
Du lundi au vendredi de 20 h 54 à 21 h 1, après le journal de 20 heures de TF1, Nicolas Canteloup caricature l'actualité pendant 7 ou 8 minutes, au travers des images détournées, des parodies humoristiques et d'interviews décalées, accompagné de Nikos Aliagas. Annoncée comme l'une des émissions les plus attendues de la rentrée 2011, elle est assimilée au retour de l'impertinence sur TF1, seize ans après l'arrêt du Bébête show,,.
La saison 1 prend fin le 18 mai 2012 pour laisser la place à la série Nos chers voisins. La deuxième saison est diffusée du 8 octobre 2012, au 31 mai 2013. La saison 3 débute le lundi 7 octobre 2013 à 20 h 45 et se termine le vendredi 30 mai 2014. Une saison 4 est de nouveau commandée grâce au succès des trois précédentes, elle a lieu du 6 octobre 2014 au 29 mai 2015. La saison 5 a lieu du 5 octobre 2015 au 3 juin 2016. Du 25 avril au 3 juin 2016 une version raccourcie a lieu nommée C'est (presque) Canteloup diffusée avant le JT de 20H de TF1. La saison 7 est la dernière présentée par Nikos et il fait ses adieux le vendredi 22 juin 2018. À partir de la saison 8, la présentation est assurée par Alessandra Sublet.
En avril 2022, Alessandra Sublet annonce vouloir quitter l'animation pour se consacrer à une carrière d'actrice ; elle fait ses adieux à l'émission le 20 mai 2022. Peu après, on apprend que c'est Hélène Mannarino qui présentera dorénavant l'émission .

## Production
Jean-Marc Dumontet, le producteur de ce faux journal télévisé, avait initialement proposé l'émission à France 2, avec Laurent Ruquier dans le rôle de Nikos Aliagas, mais la direction de la chaîne a refusé le projet. Après avoir tenté de faire démissionner Nicolas Canteloup des Guignols de l'info, Canal+ décide de le licencier malgré l'absence de clause d'exclusivité dans son contrat,,. Les critiques sont assez partagées ; des fidèles de La revue de presque de Nicolas Canteloup sur Europe 1 y voient une trop grande similitude dans certains sketchs avec le programme de TF1,.
L'émission est généralement enregistrée une dizaine de minutes avant le journal de 20 heures, sur un plateau proche du JT. Il arrive parfois qu'elle soit en direct, lorsqu'il y a des faits marquants dans l'actualité. Fin novembre[Quand ?], l'émission est prolongée en étant diffusée six jours sur sept, du lundi au samedi. L'émission du samedi, diffusée à 19 h 50 et baptisée Le samedi aussi, c'est Canteloup est une compilation des meilleurs moments de la semaine.
L'émission effectue sa dernière de la première saison après l'émission du 18 mai 2012 sous réserve, finalement Canteloup a de nouveau signé avec TF1 pour une 2e saison qui débute le lundi 8 octobre 2012, dans un nouveau décor, mais toujours avec la présence du public,. La 3e saison a débuté sur TF1 le lundi 7 octobre 2013 avec un nouveau nom d'émission C'est Canteloup qui était anciennement Après le 20 h c'est Canteloup. Le programme est toujours fixé à la même heure, c'est-à-dire 20 h 45, juste après la série Nos chers voisins.

## Diffusion

### Saison 1 (2011-2012)
La première saison débute le 10 octobre 2011 et s'achève le 18 mai 2012. À la fin de la saison, aucune information n'a été communiquée sur le renouvellement ou l'annulation de l'émission. En effet, ce divertissement avait été conçu pour les élections présidentielles de 2012, mais après quelques réflexions et à la suite des excellentes audiences du programme, Nicolas Canteloup resigne pour une 2e saison.

### Saison 2 (2012-2013)
L'émission revient pour une deuxième saison le 8 octobre 2012 et avec des nouveautés. Au début de l'émission, Nicolas Canteloup fait son entrée et s'installe sur le plateau. Il présente alors « L'information principale » et « L'information la moins principale » soit en imitant un présentateur JT (comme Jean-Pierre Pernaut ou Laurent Delahousse), soit en prenant sa propre voix. À partir de cette saison, un invité rejoint le plateau chaque vendredi.
Après l'actualité en image, Nikos accueille Nicolas Canteloup en tant qu'invité.
Dans la première saison, les parodies étaient généralement centrées sur Nicolas Sarkozy mais depuis la deuxième saison, les sketchs généraux sont centrés sur François Hollande le nouveau président. La saison s'achève le 31 mai 2013.

### Saison 3 (2013-2014)
La 3e saison de l'émission a débuté le 7 octobre 2013 à 20 h 45 sur TF1 avec un nouveau titre C'est Canteloup. Les animateurs sont les mêmes, le décor reste inchangé et un public est toujours présent. La saison s'achève le 30 mai 2014.
Des nouvelles voix ont fait leurs apparitions telles que celle de Nathalie Kosciusko-Morizet.

### Saison 4 (2014-2015)
La quatrième saison de l'émission a débuté le 6 octobre 2014.
La saison s'achève le 29 mai 2015.

### Saison 5 (2015-2016)
Le 7 juillet 2015, Nicolas Canteloup a confirmé qu'il restait sur TF1. L'émission a débuté le 5 octobre 2015, et toujours avec Nikos.
Dès le 25 avril 2016, Nicolas Canteloup est aussi présent avant le journal pour renforcer les audiences du 20 h de TF1. Le programme s'appelle C'est presque Canteloup.
La saison s'achève le 3 juin 2016.

### Saison 6 (2016-2017)
Nicolas Canteloup revient le mardi 11 octobre 2016 à 20 h 45.
La saison s'achève le vendredi 30 juin 2017.

### Saison 7 (2017-2018)
Nicolas Canteloup revient le lundi 9 octobre 2017 à 20 h 45.
La saison s'achève le vendredi 22 juin 2018.

### Saison 8 (2018-2019)
Nicolas Canteloup revient le 24 septembre 2018 avec Alessandra Sublet qui remplace Nikos Aliagas à la présentation.
La saison s'achève le mercredi 26 juin 2019.

### Saison 9 (2019-2020)
Nicolas Canteloup revient le 23 septembre 2019 avec Alessandra Sublet. À partir du 18 novembre 2019, à l'occasion d'un numéro spécial intitulé C'est Canteloup, La grande Métamorphose, l'émission a pour la première fois recours au Deepfake, une technologie basée sur l'intelligence artificielle qui permet ici de montrer Nicolas Canteloup avec le visage de la personnalité qu'il imite. Avec la crise du COVID-19, une version intitulée C Canteloup Confiné réunit les deux animateurs dans des lieux séparés au lieu du studio habituel, et sans public. Après le 11 mai, l'émission se poursuit sous le nom de C Canteloup Déconfiné.

### Saison 10 (2020-2021)
Nicolas Canteloup revient le 21 septembre 2020 avec Alessandra Sublet avec un nouveau décor, toujours sans public.

### Saison 11 (2021-2022)
Nicolas Canteloup revient le 27 septembre 2021 avec Alessandra Sublet. 
À partir de cette saison, l'émission supprime le public et se déroule en mode JT parodique et plus proche de Weekend Update , rubrique humoristique de Saturday Night Live.
La saison s'achève le 20 mai 2022.

### Saison 12 (2022-2023)
Nicolas Canteloup revient le 12 septembre 2022 avec Hélène Mannarino qui remplace Alessandra Sublet à la présentation.

### Saison 13 (2023-2024)
Hélène Mannarino reste à la présentation. La saison s'achève le jeudi 30 mai 2024, 10 jours avant les élections européennes.

## Audiences
Le 10 octobre 2011, pour la 1re émission, Après le 20H c'est Canteloup a réuni 9,2 millions de téléspectateurs soit 33 % de part d'audience, ce qui fait de ce nouveau programme le plus gros succès de la journée de TF1. Ce bon score a eu pour conséquence la perte de 400 000 téléspectateurs dans la 2e partie du Grand Journal de Canal+, émission programmée à la même heure. Le lendemain, l'audience d'Après le 20H c'est Canteloup baisse, en passant à 8,1 millions de téléspectateurs pour 29,7 % de PdA. Durant la 1re semaine, l'émission a rassemblé en moyenne 8,1 millions de téléspectateurs, soit 30 % de part d'audience, ce qui est qualifié de succès d'audiences par la presse,.
Le vendredi 16 mars 2012, l'émission a attiré 9,7 millions de téléspectateurs, soit 36 % de part d'audience, ce qui constitue sa meilleure performance depuis son lancement. Le mardi 8 mai, à l'occasion des commémorations du 8 mai 1945, l'émission attire 7,8 millions de spectateurs, soit 26 % de PDM. L'émission est alors en tête des audiences.
Le 11 novembre 2014, l’émission a réuni 9,9 millions de personnes soit 36 % de part d’audience. Il s’agit de son record d’audience toutes saisons confondues.

## Identité visuelle

Logo d'Après le 20 h C'est Canteloup du 10 octobre 2011 au 31 mai 2013.
Logo de C'est Canteloup du 7 octobre 2013 au 3 juin 2016.
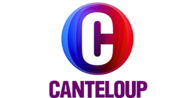
Logo de C Canteloup depuis le 11 octobre 2016.